# Bence Szűcs
Pour les personnes ayant le même patronyme, voir Szűcs.
Dans le nom hongrois Szűcs Bence, le nom de famille précède le prénom, mais cet article utilise l’ordre habituel en français Bence Szűcs, où le prénom précède le nom.
Bence Szűcs, né le 25 mai 1999 à Debrecen, est un joueur de handball international hongrois. Il évolue au poste de pivot.

## Carrière
Au moment où Kornel Nagy arrêtera sa carrière après treize saisons passées à l'USDK, un de ses compatriotes Bence Szucs posera ses valises. À partir de l'été 2024, il a été transféré dans l'équipe française US Dunkerque HB remplacant Shuichi Yoshida, qui s’est engagé avec le HBC Nantes,.